# Grodzisk (Mińsk)
Pour les articles homonymes, voir Grodzisk.
Grodzisk (prononciation : [ˈɡrɔd͡ʑisk]) est un village polonais de la gmina de Mrozy dans le powiat de Mińsk de la voïvodie de Mazovie dans le centre-est de la Pologne.
Il se situe à environ 4 kilomètres au sud-est de Mrozy (siège de la gmina), 20 kilomètres à l'est de Mińsk Mazowiecki (siège du powiat) et à 59 kilomètres à l'est de Varsovie (capitale de la Pologne).
Le village compte approximativement une population de 655 habitants en 2013.

## Histoire
De 1975 à 1998, le village appartenait administrativement à la voïvodie de Siedlce.